# Henry Brown (hockey sur gazon)
Pour les articles homonymes, voir Brown et Henry Brown.
Henry Brown, né le 13 mars 1887 à Dundalk et décédé le 26 février 1961 à Dublin, est un joueur de hockey sur gazon irlandais. Lors des Jeux olympiques d'été de 1908 se tenant à Londres il remporte la médaille d'argent pour la première apparition de ce sport au programme olympique.

## Palmarès

### Jeux olympiques
- Jeux olympiques d'été de 1908 à Londres
  -  Médaille d'argent.